# هوندا اکتی
هوندا اکتی (به انگلیسی: Honda Acty) خودرویی است که از سال ۱۹۷۷ تاکنون توسط شرکت خودروسازی هوندا تولید شده‌است. طراحی آن موتور وسط، توزیع نیروی پیشران، خودرو چهار چرخ محرک بوده طول آن در حالت طبیعی ۳٬۳۹۵ میلیمتر (۱۳۳٫۷ اینچ)، عرض آن در حالت طبیعی ۱٬۴۷۵ میلیمتر (۵۸٫۱ اینچ) و ارتفاع آن در حالت طبیعی ۱٬۷۴۵ میلیمتر (۶۸٫۷ اینچ) و وزن آن در حالت طبیعی ۸۲۰ کیلوگرم (۱٬۸۰۷٫۸ پوند) است. سیستم جعبه‌دندهٔ آن ۵ دنده به دو صورت خودکار و دستی است.